# آسترا اروسپیس
آسترا اروسپیس (انگلیسی: Astra) شرکت هوافضای آمریکایی است، که در سال ۲۰۱۶ تأسیس شد.